# Khasia nitida
Khasia nitida es una especie de insecto coleóptero de la familia Chrysomelidae.
Fue descrita científicamente en 1957 por Bryant.